# Turborotonde

Schema van een turborotonde, gemodelleerd naar de turborotonde in de N302 nabij Harderwijk

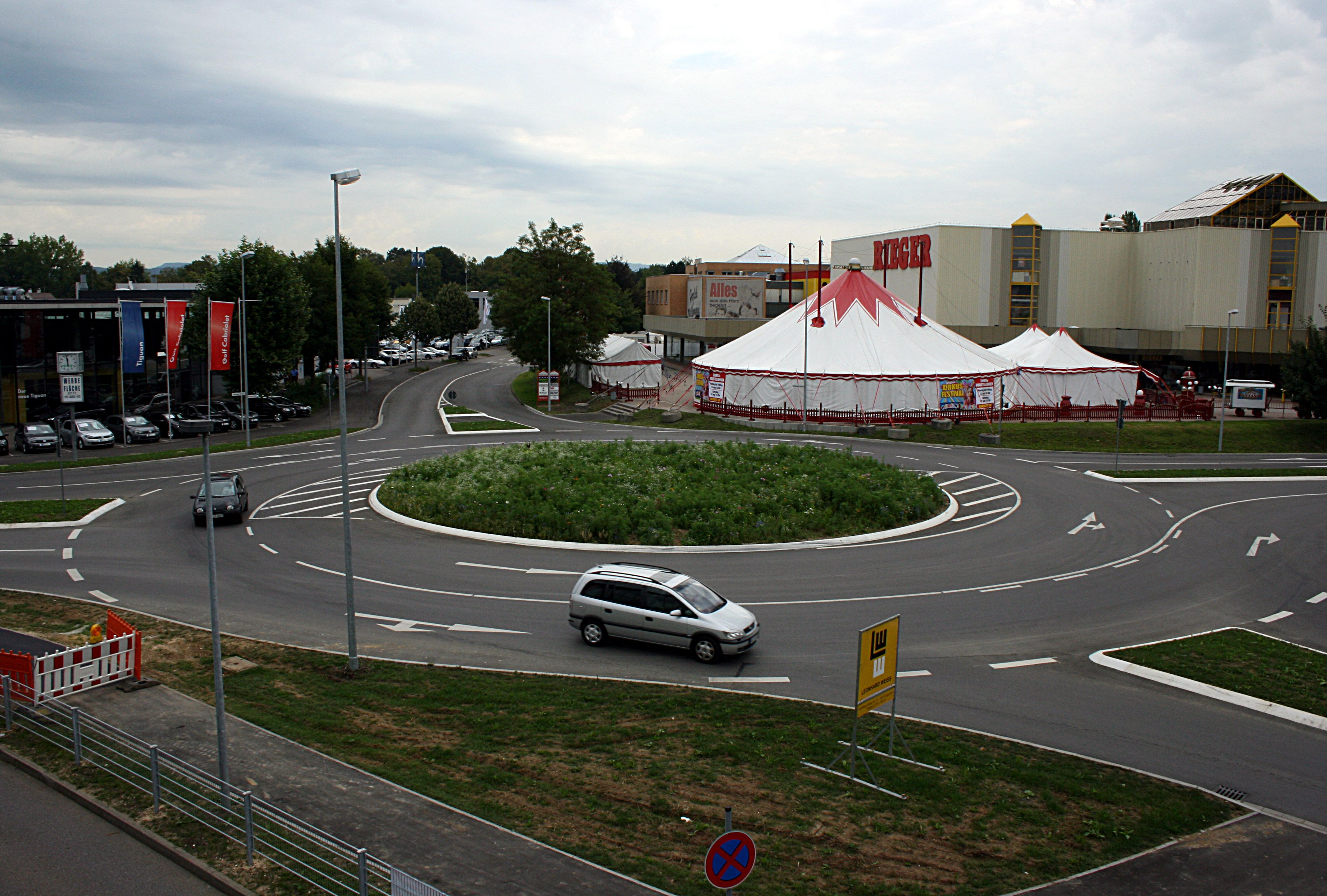
Turborotonde in het Duitse Göppingen

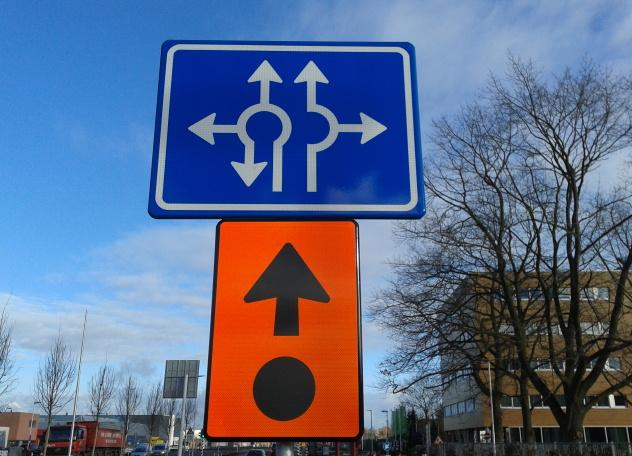
Verkeersbord voor turborotonde in Nijmegen

De turborotonde is een speciaal vormgegeven tweestrooksrotonde, waar men al voor het oprijden van de rotonde de juiste rijstrook dient te kiezen, zodat op de rotonde geen weef- en snijconflicten meer voorkomen.
De turborotonde kent een hogere verkeersveiligheid ten opzichte van een standaard-tweestrooksrotonde en dezelfde veiligheid ten opzichte van een enkelstrooksrotonde mits deze altijd dezelfde  structuur hebben. De doorstroming is beter dan bij de standaard-tweestrooksrotonde en veel beter dan de enkelstrooksrotonde. De meeste adviseurs bevelen aan om geen standaard-tweestrooksrotondes meer aan te leggen, maar alleen nog turborotondes.
De eerste turborotonde werd begin 2000 geopend op de IJsselmondse Randweg in Barendrecht. De bedenker achter de turborotonde is ingenieur L.G.H. (Bertus) Fortuijn van de provincie Zuid-Holland. Tijdens het begeleiden bij een afstudeeropdracht bedacht Fortuijn een oplossing voor de vele flankaanrijdingen die hij zag op rotondes. Het resultaat was de turborotonde, waarvan er inmiddels 777 gerealiseerd zijn, waarvan 415 in Nederland (stand 19 september 2023). Buiten Nederland zijn 362 turborotondes in het straatbeeld verschenen. Weliswaar staat de veiligheid op turborotondes niet ter discussie, maar weggebruikers die lokaal niet bekend zijn hebben vaak iets meer moeite met dit type rotonde.
Door de grotere verkeersveiligheid van de klassieke (enkelstrooks) rotonde ten opzichte van andere kruispuntoplossingen is de rotonde sinds de jaren '90 sterk in opkomst. In het Startprogramma Duurzaam Veilig wordt de rotonde dan ook aanbevolen voor gebiedsontsluitingswegen als kruispuntoplossing. Er liggen inmiddels zo'n 2000 rotondes in Nederland.

## De standaard enkelstrooksrotonde
Er kleven enige nadelen aan de enkelstrooksrotonde. De rotonde heeft een goede doorstroming, maar dat is afhankelijk van de verkeersstromen die erop plaatsvinden. Bij veel driekwartbewegingen neemt de capaciteit fors af. De capaciteit is gelimiteerd tot ongeveer 20.000 - 25.000 motorvoertuigen per etmaal.

## De tweestrooksrotonde
Deze rotonde heeft dubbele rijstroken. De variant met enkele toe- en afritten heeft in theorie een capaciteit van 22.000 - 35.000 motorvoertuigen per etmaal; de versie met dubbele toe- en afritten 35.000 - 40.000 motorvoertuigen per etmaal. Deze capaciteit wordt vrijwel nooit gehaald omdat de toevoerwegen deze intensiteiten niet kunnen aanvoeren. De verkeersveiligheid op een tweestrooksrotonde ligt lager dan op een enkelstrooksrotonde. Dit komt onder meer doordat:
- hogere snelheden mogelijk zijn op de rijbaan (afsnijden mogelijk)
- er meer verkeer rijdt in vergelijking met enkelstrooksrotondes
- het aantal conflictpunten toeneemt in vergelijking met enkelstrooksrotondes
- de weggebruiker niet weet om te gaan cq onbekend is met de dubbelstrooksrotonde

Bij het oprijden dient een weggebruiker de juiste strook te kiezen. Voor de driekwartbeweging dient men twee keer van rijstrook te wisselen. De weggebruiker die onbekend is met het type zal ook voor deze beweging de buitenste rijstrook willen blijven gebruiken. Het is dan mogelijk dat een bekende weggebruiker juist wel goed volgens de regels handelt en geconfronteerd wordt met de onbekende weggebruiker wanneer deze de rotonde wil verlaten. Dit is een ernstig conflict. Dit conflict komt twee keer voor bij aanwezigheid van twee dubbelstrooksafritten. Voorts komen twee weefconflicten voor en nog 12 andere conflicten. In totaal zijn er 16 conflictpunten.

## De turborotonde
Om het aantal conflictpunten te verminderen en de rijsnelheden laag te houden is de turborotonde ontwikkeld. Deze kent maar 10 conflicten. Ook de capaciteit ligt beduidend hoger. Dit komt doordat:
- het gebruik van de binnenste rotondestrook aantrekkelijker is geworden, omdat er niet meer geweven hoeft te worden
- het verkeer dat de rotonde oprijdt, niet langer in onzekerheid verkeert over mogelijke rijstrookwisselingen van verkeer op de rotonde.

Om een turborotonde voor de weggebruiker herkenbaar te maken zijn er een aantal essentiële kenmerken waar de turbo aan dient te voldoen en een aantal aanvullende kenmerken. Deze zijn als volgt.

### Essentiële kenmerken
- De weggebruiker dient vóór het oprijden van de turborotonde al de juiste rijstrook te kiezen zodat er op de rotonde niet meer van rijstrook gewisseld hoeft te worden. Snijconflicten vanwege het uitvoegen vanuit de binnenste rijstrook naar buiten om de rotonde te verlaten, komen hierdoor niet meer voor. Het aantal weefconflicten door wisselen van rijstrook op de rotonde zelf, neemt ook af. Door middel van een verhoogde rijstrookscheiding wordt voorkomen dat weggebruikers eenvoudig van rijstrook kunnen wisselen. Alleen belijning op de turborotonde voorkomt dit afsnijden of weven niet.
- Spiraalmarkering moet soepel van binnen naar buiten lopen om het verkeer te geleiden. Zo zijn geen extra stuurcorrecties tijdens het 'rondrijden' nodig.
- Aan niet meer dan twee rijstroken op de rotonde moet voorrang verleend worden. Bij meer dan twee rijstroken is het aan te bevelen om na te gaan of een turborotonde wel de meest geschikte kruispuntoplossing is. Een turboverkeersplein of één van de rijbanen ongelijkvloers maken zijn goede alternatieven.
- Ten minste één rotondetak dient zich als één geheel aan, waarbij aan maximaal twee rijstroken op de rotonde voorrang verleend moet worden.

Zie voor meer eisen de website www.turborotonde.nl

### Aanvullende kenmerken
- Op elk gedeelte van een rijstrook is er één keuzevak aanwezig om de rotonde te verlaten of te vervolgen.
- Dubbele rijstroken op de hoofdafvoertakken.

## Overige kenmerken

### Bewegwijzering
Ook een belangrijk onderdeel van de turborotonde is de bewegwijzering en de markering. De weggebruiker moet al ruim voor de rotonde geïnformeerd worden over de te kiezen rijstroken. Dit heeft te maken met de anticipatietijd. De keuze dient op 400 meter voor de rotonde gemaakt te worden. Bij het keuzemoment van de juiste rijstrook horen dan nogmaals wegwijzers te staan, zo'n 40 - 100 meter voor de rotonde. Gewenst is dat deze als portaal worden uitgevoerd. Beslissingswegwijzers maken vervolgens het geheel compleet.

### Markering
De markering kenmerkt zich door de opvallende pijlvorm. De pijlvorm dient overeen te komen met de bewegwijzering. De pijlen starten ongeveer 180 meter voor de rijstrookscheiding.
De kant- en asmarkering dient ter hoogte van de pijlen doorgetrokken te zijn om de verwarring van de EHK te verminderen. Ook dient de markering aan de rechterkant van de binnenste rijstrook doorgetrokken uitgevoerd te worden, om zo te voorkomen dat weggebruikers van rijstrook wisselen.

### Vormgeving
Extra rijstroken beginnen altijd tegenover een toerit. Dit dient met een rechte hoek aangesloten te worden vanwege de zichtbaarheid voor volgende rotondetakken.
De turborotonde heeft een compacte vormgeving, met een diameter van ongeveer 50 meter. Daardoor blijven de rijsnelheden laag.
Door de compacte vormgeving is het voor vrachtwagens lastiger berijdbaar. Vrachtwagens van normale lengte hebben in principe genoeg ruimte om niet de rammelstroken en de rijstrookscheidingen te raken. Echt lange vrachtwagens mogen over de rijstrookscheiding en de rammelstroken rijden. De rijstrookscheidingen zijn 7 cm hoog.

## Turboverkeersplein
Een turboverkeersplein of turboplein is een grotere variant van een turborotonde. Elke rijrichting kent één tot drie rijstroken. Verkeer bij een turboplein moet aan meer dan twee rijstroken voorrang verlenen, wat het plaatsen van verkeerslichten nodig maakt. Ook kan een van de rijbanen ongelijkvloers gemaakt worden zodat b.v. de hoofdstroom ongehinderd kan doorrijden en op de turborotonde het overige verkeer beter afwikkelt.
Op 19 september 2023 zijn er elf turboverkeerspleinen gerealiseerd, waarvan in Nederland totaal zeven (vooral Zuid-Holland) en telkens één in België , Luxemburg, Estland en Hongarije.

## Nadelen
Nadelen t.o.v. een normale rotonde:
- Indien niet de juiste rijstrook is gekozen dan is het (bijna) niet mogelijk om op de rotonde dit te herstellen. Een extra rondje rijden is niet altijd mogelijk; vaak wel.
- Bij veel driekwartbewegingen neemt de capaciteit fors af, maar wordt ondervangen door realisatie van het type 'knierotonde'. Hier voren twee rijstroken linksaf en op de retourrichting is een bypass aanwezig zodat ook daarvoor twee rijstroken beschikbaar zijn.
- Door de compacte vormgeving is het voor vrachtwagens lastiger berijdbaar, maar niet anders dan bij enkelstrooksrotondes.
- Turborotondes kennen een hoger risico voor fietsers als deze twee rijstroken gelijk moeten oversteken. De kans dat het verkeer elkaar 'afschermt' zodat de fietsers niet beide voertuigen ziet, leidt tot een hoger risico op ongevallen. Daarom wordt door CROW aanbevolen om na te gaan of de fietsers ongelijkvloers de hoofdrijbaan (waar doorgaans twee oprijstroken en twee afrijstroken liggen) te laten passeren. Het risico bij oversteken van één rijstrook per richting is vergelijkbaar aan die op enkelstrooksrotondes.
- Voorrang voor fietsers is slechts bij hoge uitzondering mogelijk (alleen binnen de bebouwde kom waarbij fietsers niet in twee richtingen rijden).

## Veiligheid voor fietsers
De meest veilige oplossing voor fietsers is een ongelijkvloerse kruising met de rotonde. Indien dit niet wordt gerealiseerd is de tweede stap om na te gaan of de (brom)fietsers omgeleid kunnen worden naar een ander kruispunt. Indien ook dat niet mogelijk is, dan zullen de (brom)fietsers toch een gelijkvloerse oversteek moeten krijgen. Uit veiligheidsoverwegingen kan dan worden besloten om hen niet in de voorrang te zetten (alleen binnen de kom). De kans op afdekongevallen is groot.  
Alleen binnen de bebouwde kom kunnen fietsers in de voorrang rijden. Dan gelden de volgende aanvullende eisen:
- bromfietsers moeten op de rijbaan rijden en niet op het brom/fietspad
- fietspad mag maar in één richting bereden worden
- minder dan 5% vrachtverkeer (in verband met dode hoek)
- Niet meer dan 25 - 30% fietsverkeer ten opzichte van de hoeveelheid autoverkeer
- op alle enkelstrooksrotondes in de gemeente krijgt de fietser voorrang
- verhoogd plateau om verkeer te attenderen op fietsverkeer en om snelheid te minderen.

## Locaties
In Nederland en daarbuiten liggen inmiddels vele turborotondes. Per 19 september 2023 zijn 777 turborotondes 'op kaart gezet'. Deze kaart wordt één of twee keer per jaar bijgewerkt. De verdeling tussen het aantal in Nederland en het buitenland is ongeveer 55% - 45%.

## Toepassing buiten Nederland
Naast de vele turborotondes die zijn gerealiseerd in Nederland, is de turborotonde ook in veel andere landen toegepast. In vergelijking met Nederland wordt echter veel sneller het kenmerk 'turborotonde' aan een ontwerp gegeven. Wanneer de situatie voldoet aan het kenmerk 'voor de rotonde de juiste rijstrook kiezen' of 'op de rotondebaan wordt met verf een rijstrookscheiding aangebracht' is dat meestal voldoende om het predicaat turborotonde te krijgen, zonder dat aan aanvullende eisen wordt voldaan.
Buiten Nederland ontbreekt vooralsnog op veel turborotondes de verhoogde rijstrookscheiding en gebruikt men hiervoor een enkele of dubbele doorgetrokken streep. Een rijstrookscheiding met verf heeft tot gevolg dat de doorgetrokken streep veelvuldig wordt genegeerd. Ook ontbreekt vaak de spiraalvormige geleiding, waardoor het verkeer op de rotonde met vreemde boogstralen te maken krijgt en er zelfs op de rotonde nog geweven moet worden. Toch zijn er diverse turborotondes in het buitenland aangelegd 'volgens het boekje' en voldoen aan alle eisen, inclusief verhoogde rijstrookscheiding. 

### Locaties van turborotondes buiten Nederland
Zie voor een actueel overzicht van aantallen en exacte locaties deze pagina.
Aruba
Eind 2023 zijn op Aruba 16 turborotondes gerealiseerd, waaronder: 
- kruispunt L.G. Smith Boulevard - Belgiestraat
- kruispunt L.G. Smith Boulevard - Pos Chikitu
- kruispunt L.G. Smith Boulevard - Avenida E.J. Watty Vos
- kruispunt Avenida E.J. Watty Vos - Sabana Blanco

#### België
Eind 2023 zijn in België 9 turborotondes gerealiseerd waaronder: 
- Kruispunt N75-N78 te Dilsen-Stokkem, opleverdatum februari 2008.[7] Concentrische tweestrooksrotonde met weefstroken op het turbogedeelte, met enkelstrooksgedeeltes bij de afrijstroken en bypasses om de rotonde. Dit is geen echte turborotonde maar een lookalike.
- In Herent zijn in 2020 twee turborotondes op de N26: op het kruispunt N26 Mechelsesteenweg-De Omleiding (type ei-rotonde) en op het kruispunt N26-Mechelsesteenweg-Tildonksesteenweg (type turborotonde). Beiden hebben een rechte binnenhoek.
- Gent:
  - De Sterre (beheerd door AWV) in Gent werd in 2013-2014 omgebouwd tot een turborotonde.[8] Ook dit is een 'lookalike', met 5 aansluitende wegen, omdat weven nog steeds mogelijk is (en voor sommige richtingen nodig) op de rotonde zelf.
  - John F. Kennedylaan (N424) x Dwight Eisenhowerlaan (R4) ("Euro-Silo", beheerd door AWV). Afgewerkt in mei 2022 binnen het project R4WO van De Werkvennootschap. Het is een turboverkeersplein en heeft verkeerslichten.
  - Corneel Heymanslaan nabij de bezoekersingang van het UZ Gent (beheerd door Stad Gent). Verkeersstromen van en naar het ziekenhuis en doorgaand verkeer worden er gescheiden voor een optimale en veiligere doorstroming.

#### Duitsland
Eind 2023 zijn in Duitsland 22 turborotondes gerealiseerd. 
Vanwege het sneeuwschuiven (Winterdienst) worden hier geen verhoogde rijstrookscheidingen toegepast, maar altijd verf.

#### Finland
Eind 2023 zijn in Finland 24 turborotondes gerealiseerd. 
Deze liggen voor het grootste deel in of direct rondom de hoofdstad Helsinki.

#### Hongarije
Eind 2023 zijn in Hongarije 43 turborotondes gerealiseerd. 
Veel ervan voldoen aan de eisen die we eraan in Nederland stellen. 

#### Italië
Eind 2023 is in Italië 1 look-a-like turborotonde gerealiseerd. 
- Een knooppunt op de SS38 in Meran-Sinich, Zuid-Tirol.

#### Kroatië
Eind 2023 zijn in Kroatië 9 turborotondes gerealiseerd. 
- In Istrië zijn verschillende turborotondes aangelegd, met name rond Pula (bijvoorbeeld het kruispunt Ulica prekomorskih brigada-Santoriova ulica-Šišanska cesta).

#### Litouwen
Eind 2023 zijn in Litouwen 21 turborotondes gerealiseerd. 

#### Luxemburg
Eind 2023 zijn in Luxemburg 4 turborotondes gerealiseerd. 
- 1 Turboplein is aangelegd in Luxemburg-Kirchberg, "rondpoint Serra".

#### Polen
Eind 2023 zijn in Polen 113 turborotondes gerealiseerd; dit is veruit het grootste aantal in één land buiten Nederland.
- Kocmyrzowskie in Krakow kent sinds 2005 de eerste Poolse turborotonde binnen de bebouwde kom.[9] De rotonde kent doorgetrokken strepen. Hoewel hij er op lijkt is het geen turborotonde: op het plein moet van rijstrook worden gewisseld bij linksaf slaan.
- Aansluiting A4 met weg Opole - Nisa heeft sinds december 2008 een turborotonde met doorgetrokken strepen.[10]

#### Roemenië
Eind 2023 zijn in Roemenië 3 turborotondes gerealiseerd.
- Twee locaties op de E-68 ten zuiden van Sibiu bij de aansluitingen met Sibiu Shopping City en Parc Industrial Şelimbăr

#### Tsjechië
Eind 2023 zijn in Tsjechië 16 turborotondes gerealiseerd.

#### Slovenië
Eind 2023 zijn in Slovenië 24 turborotondes gerealiseerd.

#### Spanje
Eind 2023 zijn in Spanje 4 turborotondes aangelegd.
- Twee locaties op de N-634 in Grado, Asturias. Opleverdatum eind 2009,[11] met doorgetrokken strepen

#### Buiten Europa
Buiten Europa liggen op Aruba (zie hiervoor) en in Canada, USA, Ethiopië en Zuid-Afrika. In Zuid-Afrika is in 2012 de eerste turborotonde gerealiseerd voor links rijdend verkeer. Daarna volgde Groot-Brittannië met een turborotonde in 2014.